# 발리어
발리어(Bali語, Basä Bali, 인도네시아어: Bahasa Bali)는 인도네시아의 발리섬, 롬복섬 등에서 발리인들이 사용하는 언어이다. 2000년 기준 인도네시아 전역에서 약 330만 명의 인구가 사용한다. 인도네시아에서 사용되는 주요 대언어인 인도네시아어, 자와어, 순다어, 마두라어 등과 동일한 말레이숨바와어군에 속하기는 하나, 세부 분류에서는 상당한 거리가 있다.

## 음운

### 홀소리
|        | 전설 | 중설 | 후설 |
| ------ | ---- | ---- | ---- |
| 고모음 | i    |      | u    |
| 중모음 | e    | ə    | o    |
| 저모음 |      | a    |      |

### 닿소리
|               |               | 양순음 | 치경음 | 경구개음 | 연구개음 | 성문음 |
| ------------- | ------------- | ------ | ------ | -------- | -------- | ------ |
| 비음          | 비음          | m      | n      | ɲ        | ŋ        |        |
| 파열음/파찰음 | 파열음/파찰음 | p, b   | t, d   | tʃ, dʒ   | k, ɡ     |        |
| 마찰음        | 마찰음        |        | s      |          |          | h      |
| 유음          | 설측음        |        | l      |          |          |        |
| 유음          | 전동음        |        | r      |          |          |        |
| 반모음        | 반모음        | w      |        | j        |          |        |